# 维那斯针膜虫
维那斯针膜虫（学名：Stylochlamydium venustum）为孔盘虫科针膜虫属的动物。分布于勘察加半岛、白令海、北太平洋以及中国东海等海域。